# Shigechiyo Izumi
Shigechiyo Izumi (泉 重千代?, Izumi Shigechiyo; Tokunoshima, 1880 (?) – Tokunoshima, 21 febbraio 1986) è stato un centenario giapponese, a lungo considerato l'essere umano più longevo di tutti i tempi.
Il Guinness dei primati gli riconosceva un'età di 120 anni e 237 giorni, ma il caso fu messo in discussione, screditato e infine ufficialmente rimosso nell'edizione del 2012, quando in sua sostituzione comparve il nome di Christian Mortensen.

## Biografia
Shigechiyo Izumi nacque nell'isola di Tokunoshima, nella regione di Kyushu (una terra che avrebbe poi ricordato anche le lunghissime vite di Yone Minagawa, Yukichi Chuganji, Tomoji Tanabe). L'uomo fu coltivatore di canna da zucchero, attività che intraprese a 7 anni e che cessò soltanto all'età dichiarata di 105 anni, realizzando così una carriera lavorativa così lunga (98 anni) che - se reale - costituirebbe un primato a sua volta. Izumi fu fumatore e non avrebbe smesso di esserlo prima dei 70 anni. Invece non smise mai di bere lo shōchū, liquore giapponese dal tasso alcolico medio del 25%. Riconosciuto decano dell'umanità e persona più longeva di tutti i tempi, morì in conseguenza di una polmonite. Era un uomo piccolo e magro e, al momento del decesso, risultava alto 1,42 m per 42,6 kg di peso. Per coincidenza, la sua morte avvenne nel giorno del 111º compleanno di Jeanne Calment, la donna francese che si ritiene abbia infranto il suo presunto record.

## Caso di longevità estrema
La massima longevità umana, frequente oggetto di discussione, era stata stabilita ufficialmente da Martha Graham, una donna statunitense di 114 anni. Sebbene anche il suo caso sia stato successivamente screditato, la Graham morì a un'età apparente non implausibile rispetto ad altri individui che, pur in epoca meno recente, avevano superato i 110 e perfino (come nel caso di Delina Filkins) i 113 anni. Gli anni settanta videro però una serie di eclatanti affermazioni di longevità estrema, provenienti in particolare dalla regione del Caucaso in Unione Sovietica. Celebre è il caso di Şirəli Müslümov, un pastore azero che vantava di essere nato nel 1805 e che sarebbe morto perciò a un'età implausibile, prossima ai 170.
Il Guinness dei primati non attestò la credibilità di simili affermazioni, e si orientò invece sull'anziano giapponese. I documenti confermarono sul momento l'autenticità del caso Izumi: in particolare, egli risultava avere sei anni all'epoca del primo censimento giapponese (1871). Nel 1980, il Guinness lo riconobbe quindi ufficialmente decano dell'umanità, succeduto alla connazionale Niwa Kawamoto il 16 novembre 1976.
In questo periodo l'uomo divenne famoso e non mancò di far apprezzare il suo umorismo paradossale, come quando confessò un debole per le donne più anziane di lui. Il passare del tempo avrebbe riservato la sorpresa di una longevità ancora maggiore, a cui però non tutti erano disposti a credere: Izumi avrebbe infatti raggiunto e superato la soglia dei 120 anni. Il limite massimo della longevità umana parve così spostato in avanti di oltre sei anni rispetto a Martha Graham.
Tuttavia, la maggior parte degli studiosi che seguirono da vicino il caso Izumi (tra cui il giapponese che lo portò all'attenzione del Guinness) si persuase presto della sua falsità, ipotizzando che l'uomo fosse deceduto alla più «modesta» età di 105 anni. La convinzione fu espressa dall'esperto di gerontologia Toshihisa Matsuzaki già un anno dopo la morte di Izumi e condivisa da altri. Wilmoth, in particolare, ritenne di possedere indizi del fatto che l'anziano aveva assunto l'identità di un omonimo fratello maggiore morto bambino o adolescente. Un simile scambio di persona è possibile nelle culture, come quella giapponese, in cui vige la pratica di riassegnare ai neonati il nome di un parente defunto (necronimia). Il Guinness dei primati nel 2011 ammise infatti che il certificato di nascita di Izumi apparteneva con ogni probabilità a un fratello di cui egli portava il nome, e depennò poi definitivamente il caso in favore di Christian Mortensen (1882-1998).
Dopo Izumi si dovette attendere il caso di Emiliano Mercado del Toro perché il primato di decano dell'umanità tornasse a un uomo: per vent'anni, infatti, questo record fu appannaggio di sole donne. La soglia massima di longevità per un individuo di sesso maschile è stata segnata nel 2012 a un altro giapponese, Jirōemon Kimura, primo uomo al mondo a superare per il Guinness dei Primati, seppur di poco, i 116 anni.